# Peristedion brevirostre
Peristedion brevirostre és una espècie de peix pertanyent a la família dels peristèdids.

## Descripció
- Fa 25 cm de llargària màxima (normalment, en fa 15).[6][7]

## Hàbitat
És un peix marí i batidemersal que viu entre 55 i 550 m de fondària.

## Distribució geogràfica
Es troba a l'Atlàntic occidental: les Antilles, el sud de Florida i des d'Hondures fins a Nicaragua.

## Observacions
És inofensiu per als humans.